# سي جي تي إن (قناة تلفزيونية)
 شبكة تلفزيون الصين الدولية (سي جي تي إن)  هي قناة تلفزيونية صينية، تبث وتنشر المعلومات والأخبار باللغة الإنجليزية لمدة 24 ساعة. وتعود ملكيتها لقناة تلفزيون الصين المركزي الحكومية الصينية.

## التاريخ
بدأت "CCTV" وضع نشرات أخبار باللغة الإنجليزية في عام 1979. وقد بدأت الصحف الإنجليزية بإعلانها على التلفاز في عام 1981 في «تلفزيون الصين المركزي CCTV-2» القناة الثانية في الصين، ثم بعد ذلك أصبحت متاحة للمشاهدين في الخارج. وبعد ذلك انتقلت إلى «تلفزيون الصين المركزي CCTV-4»، في عام 1991. 

بدأت الأخبار في 15 سبتمبر 2000، في قناة " " والتي دخلت " " في السوق الأمريكية للتلفزيون في 1 يناير 2002 في بضعة شركات الكابل بعد اتفاق التوزيع. وكانت إيه أو إل وتايم وارنر ونيوز كوربوريشن قادرة على الدخول إلى مجموعاتهم التلفزيونية.

بعد إطلاقها، تم تعديل القناة كثيرا وتم تعيين خدمة أخبار كل ساعة.

في 26 يونيو 2012، سمحت لجنة الإذاعة والتلفزيون والاتصالات السلكية واللاسلكية الكندية للقناة بالبث في كندا.

## قائمة البرامج
- Asia Today : أسيا اليوم
- Biz Asia : بيز أسيا
- Biz Talk : بيز النقاش
- China Insight : نظرة على الصين
- Centre Stage : مركز العمل
- China 24 : الصين 24
- Crossover : كروس
- Culture Express : ثقافة سريعة
- Dialogue : النقاش
- Journeys in Time : في وقت الرحلات
- Learn Chinese : تعلم الصينية
- Nature and Science : الطبيعة والعلوم
- New Money : المال الجديد
- News Hour : أخبار الساعة
- News Update : تحديث الأخبار
- Sports Scene : ساحة الرياضة
- Story Board : قصة مصورة
- Travelogue : فيلم عن رحلة
- UpClose : عن قرب
- World Insight : نظرة على العالم
- Africa Live : إفريقيا مباشر
- Faces of Africa : وجوه إفريقيا
- Talk Africa : تكلم مع إفريقيا
- Biz Asia America : بيز أسيا وأمريكا
- The Heat : هيت
- Americas Now : أمريكا الآن

## مقالات ذات صلة
- تلفزيون الصين المركزي.
- مقر تلفزيون الصين المركزي.

## روابط خارجية
- الموقع الرسمي لقناة CCTV أخبار.